# Cohen de Barbaar
Cohen de Barbaar (Cohen the Barbarian) is een personage uit de Schijfwereld boeken van de Britse schrijver Terry Pratchett.

## Cohen de Barbaar
Cohen de Barbaar is waarschijnlijk de grootste held van de Schijfwereld. Ondanks zijn leeftijd van rond de 90 jaar heeft hij nog niets van zijn enthousiasme voor het vechten en roven verloren. Hij was een tijd tandeloos, maar loopt nu alweer een tijdje met een kunstgebit rond (afgekeken van Tweebloesems kunstgebit, maar dan met - diamanten - trollentanden). Hij redde het 17-jarige roodharige meisje Betta van een groep druïdes die haar wilde offeren en trouwde met haar.
Enkele jaren later vormde hij met de andere oude helden Jonge Willie, Malle Hammie, Trijfel de Onbeschaafde, Kaleb de Killer en Ouwe Vincent de Zilveren Horde. Met de tactische hulp van Ronald Cervelaat, een voormalig leraar Aardrijkskunde en ook wel meneer Cervelaat genoemd, veroverden ze het Agatese Rijk. Toen dat gelukt was werd Cohen tot Keizer Cohen gekroond.
Cohen heeft een dochter, die Conina heet. (zie: Betoverkind)

## Boeken met Cohen De Barbaar
- Dat wonderbare licht
- Interessante Tijden
- The Last Hero